# Rachoviscus graciliceps
Rachoviscus graciliceps es una especie de pez de la familia Characidae en el orden de los Characiformes.

## Morfología
Los machos pueden llegar alcanzar los 4,8 cm de longitud total.

## Hábitat
Vive en zonas de clima tropical entre 22 °C - 25 °C de temperatura.

## Distribución geográfica
Se encuentran en Sudamérica:  cuencas fluviales costeras del sur de Bahía (Brasil ).